# Nathaniel Branden
Nathaniel Branden (Brampton, 9 aprile 1930 – Los Angeles, 3 dicembre 2014) è stato uno psicoterapeuta e scrittore statunitense.
Branden sviluppò teorie psicologiche e modalità di terapia relative all'autostima; svolse anche un ruolo di primo piano negli anni '60 del XX secolo nel promuovere la filosofia di Ayn Rand, l'Oggettivismo.

## Gioventù e formazione
Nato col nome di Nathan Blumenthal in Canada, fu cresciuto insieme a tre sorelle, due più grandi e una più giovane. Studente di talento ma indisciplinato, già al primo anno di scuola superiore spesso saltava le lezioni per andare in biblioteca. Ottenne quindi voti scarsi e convinse la madre a mandarlo in una scuola superiore speciale, dove si diplomò brillantemente.
Dopo il diploma di scuola superiore, Branden ottenne la laurea in psicologia presso l'Università della California di Los Angeles, un master presso l'Università di New York e, nel 1973, un dottorato di ricerca in psicologia presso il California Graduate Institute.

## Movimento Oggettivista
Nel 1950 Branden e Barbara Weidman, allora sua fidanzata, divennero amici della scrittrice e filosofa Ayn Rand.
Dopo la pubblicazione del romanzo di Rand La rivolta di Atlante, che portò molti lettori ad interessarsi alle idee filosofiche dell'Oggettivismo, Branden creò nel 1958 il Nathaniel Branden Institute (NBI) con l'obiettivo di diffondere le teorie randiane; di questo gruppo facevano parte diversi intellettuali oggettivisti, tra cui Alan Greenspan. Durante questo periodo Branden contribuì con articoli alle newsletter di Ayn Rand su argomenti che andavano dall'economia alla politica alla psicologia. Col tempo il NBI si ampliò notevolmente, arrivando ad avere corsi in 80 città e una sede nell'Empire State Building.
Nel 1968 Rand ruppe pubblicamente con Branden, accusandolo in un articolo di irrazionalità filosofica e problemi psicologici irrisolti. In risposta Branden inviò una lettera alla mailing list del NBI, negando queste accuse e ipotizzando che la loro vera causa fosse la riluttanza di lui ad impegnarsi in una relazione amorosa con lei (Branden poi spiegò nelle sue memorie che avevano avuto una storia d'amore alla fine degli anni cinquanta).
Dopo la rottura, Branden pubblicò The Psychology of Self-Esteem (di cui molti capitoli erano stati già pubblicati nella newsletter di Ayn Rand), in cui, pur accettando gli elementi di base della filosofia randiana, ne criticò molti aspetti, come la tendenza alla repressione emotiva, l'incapacità di capire la psicologia oltre i suoi aspetti cognitivi e lo scarso apprezzamento della gentilezza nei rapporti umani. In un'intervista si spinse a chiedere scusa a "ogni studente dell'Oggettivismo" per "aver perpetuato la mistica di Ayn Rand" e per "aver contribuito a quel clima terribile di repressione intellettuale che pervade il movimento oggettivista".

## Psicologia dell'autostima
Branden sostenne che l'autostima è un bisogno psicologico umano e che se questa esigenza rimane insoddisfatta si rischia l'insorgere di patologie (chiusura verso il mondo, ansia, depressione, difficoltà nelle relazioni, etc.).
Definì l'autostima come "la disposizione che permette di essere in grado di far fronte alle sfide fondamentali della vita e di essere degni di felicità" e ritenne che, mentre altri individui (come genitori, insegnanti, amici) possono nutrire e sostenere l'autostima di un individuo, essa si basa anche su varie pratiche generate internamente.
Queste costituivano, secondo Branden, i sei "pilastri" dell'autostima:
- Vivere consapevolmente: la pratica di essere consapevoli di ciò che si sta facendo mentre lo si sta facendo.
- Auto-accettazione: la pratica di credere nei propri pensieri, emozioni e comportamenti, di rispettarli e di essere fondamentalmente "per" se stessi.
- Auto-responsabilità: la pratica di prendersi la responsabilità delle proprie azioni e di accettare di essere la causa degli effetti desiderati.
- Auto-assertività: la pratica di trattare i propri bisogni e interessi con rispetto e di esprimerli in modo appropriato.
- Vivere volutamente: la pratica di formulare obiettivi e di formulare e attuare piani d'azione per raggiungerli.
- Integrità personale: la pratica di mantenere l'allineamento tra i propri comportamenti e le proprie convinzioni.

Nella sua definizione di autostima Branden enfatizzò i concetti di fiducia e di valore, con particolare riguardo all'importanza di pratiche generate internamente per il miglioramento e il mantenimento dell'autostima, discostandosi così da molti altri psicologi. Per questo prese le distanze dagli insegnamenti del "movimento di autostima", della cui creazione talvolta gli si dà il merito (è stato a volte indicato come "il padre del movimento di autostima").

## Metodo terapeutico
Branden fu inizialmente un terapista cognitivista, ma a partire dagli anni settanta arrivò ad una posizione tecnicamente più eclettica, utilizzando tecniche di terapia della Gestalt, di psicodramma, di respirazione neo-reichiana, di ipnosi ericksoniana, a cui aggiunse tecniche originali, come il metodo di completamento frase.
In un articolo del 1973 caratterizzò il suo metodo terapeutico come costituito da quattro aspetti: educazione, sblocco emotivo, stimolazione di intuizione, e incoraggiamento di cambiamento di comportamento. In contrasto con i metodi in voga nel periodo, esclusivamente legati all'esperienza o esclusivamente cognitivi (cioè orientato all'intuizione), Branden preferiva un metodo terapeutico che integrasse l'emozionale e il cognitivo, muovendosi avanti e indietro tra l'esperienziale e il concettuale.
Il completamento frase, un metodo chiave nella terapia di Branden, è un esempio di questo doppio obiettivo. Nella sua variante più comune il terapeuta dà al paziente una frase incompleta – l'inizio di una frase – e il paziente deve ripetere la frase incompleta più e più volte, ogni volta aggiungendo un nuovo finale, rapidamente, senza pensarci troppo, e inventare finali quando viene bloccato. In questo modo il terapeuta può facilitare la generazione di consapevolezza e comprensione (per esempio, con un inizio di frase come "Se la mia paura potesse parlare, potrebbe dire-"), e cambiamenti nella struttura cognitiva-motivazionale (per esempio, con un inizio di frase del tipo: "Se potessi essere più gentile con me stesso quando sono impaurito-"). Improvvisando una successione di tali frasi incomplete, molte basate su finali generati da una frase precedente, il terapeuta può, secondo Branden, condurre il paziente in un viaggio, a volte drammaticamente emotivo, di auto-esplorazione e di auto-scoperta.
In alcuni casi Branden integrò nel suo metodo tecniche del campo dell'energia psicologica, come la terapia del campo del pensiero e del Seemorg Matrix, vedendo i traumi psicologici (di cui si occupano tali tecniche) come un ostacolo significativo alla crescita e allo sviluppo. Descrisse i problemi umani come si verificano sia al di sopra della linea – cioè nel regno della cognizione e del comportamento volontario – che al di sotto della linea – cioè nel campo dei trauma inconsci immagazzinati nel corpo.

## Vita privata
Nel 1953 Branden sposò Barbara Weidman, ma già nel 1954 l'amicizia e il legame filosofico che univa Branden e Ayn Rand sfociò in una storia d'amore, con il permesso riluttante dei rispettivi coniugi; questa relazione proseguì tra alti e bassi fino alla fine degli anni sessanta.
Nel 1964 Branden si innamorò di una giovane modella, Patrecia Scott (nata Gullison); fu questa storia che portò alla rottura definitiva con Barbara. Nonostante il coinvolgimento romantico con Nathaniel di Rand, la sua stretta collaborazione intellettuale con lui e le sue forti approvazioni pubbliche per lui, entrambi i Branden tennero segreta la relazione tra Nathaniel e Patrecia a Rand, temendone la reazione. Nel 1968, a quattro anni dall'inizio della vicenda, Barbara Branden ne informò Rand. In risposta Rand condannò moralmente i Branden e si dissociò da loro in un articolo per il suo giornale, The Objectivist.
Nel 1969 Branden e Patrecia si sposarono. Nel 1977 Patrecia morì.
Nel 1978 Branden sposò l'imprenditrice (e poi psicoterapeuta) Estelle Devers. I due divorziarono nel 2003.
Nel 2006 Branden sposò Leigh Horton.
Branden mantenne un rapporto – a volte amichevole, a volte aspro – con la prima moglie, Barbara, che scrisse una biografia di successo, La passione di Ayn Rand, che presentava la sua versione del rapporto tra Branden e Rand. Dal libro è stato tratto un film per la tv del 1999, con Helen Mirren nella parte di Rand e Eric Stoltz nella parte di Branden.
Nathaniel Branden morì il 3 dicembre 2014, a causa di complicazioni della malattia di Parkinson.

## Opere
I libri di Branden sono stati tradotti in 18 lingue, con più di 4 milioni di copie stampate.
- Who is Ayn Rand? (con Barbara Branden) (1962)
- The Psychology of Self-Esteem (1969)
- Breaking Free (1970)
- The Disowned Self (1971)
- La psicologia dell'amore romantico (1980)
- The Romantic Love Question & Answer Book (con Devers Branden) (1982)
- Honoring the Self (1983)
- If You Could Hear What I Cannot Say (1985)
- How To Raise Your Self-Esteem (1987)
- Judgment Day: My Years with Ayn Rand (1989)
- The Power of Self-Esteem (1992)
- The Art of Self Discovery (1993)
- I sei pilastri dell'autostima (1994)
- Taking Responsibility (1996)
- L'arte di vivere consapevolmente (1997)
- Le donne e la stima di sé (1998)
- Nathaniel Branden's Self-Esteem Every Day (1998)
- Self-Esteem at Work (1998)
- My Years with Ayn Rand (edizione rivista di Judgment Day) (1999)
- Edizione per il 32º anniversario di Psychology of Self-Esteem (2001)
- The Vision of Ayn Rand (versione editoriale della serie di conferenze Principi di base dell'Oggettivismo) (2009)